# Tangga Rasa
Tangga Rasa is een bestuurslaag in het regentschap Empat Lawang van de provincie Zuid-Sumatra, Indonesië. Tangga Rasa telt 3236 inwoners (volkstelling 2010).